# Timolau de Corint
Timolau de Corint (en llatí Timolaus, en grec antic Τιμόλαος) era un dirigent polític de Corint que va ser subornat per Timòcrates de Rodes quan aquest darrer fou enviat a Grècia pel sàtrapa de Lídia, Tritaustes, que buscava obtenir el suport del major nombre possible de dirigents grecs per fer la guerra a Esparta i aconseguir el retorn d'Agesilau II que feia una campanya victoriosa a l'Àsia Menor (396 aC).
Apareix després en una assemblea a Corint on es van trobar els estats que s'havien aliat contra Esparta (395 aC) originant l'anomenada guerra de Corint. El discurs que va fer en aquesta ocasió el transcriu Xenofont. També en parla Pausànias.